# Wilma Lipp
Wilma Lipp (ur. 26 kwietnia 1925 w Wiedniu, zm. 26 stycznia 2019 w Inning am Ammersee) – austriacka śpiewaczka, sopran.

## Życiorys
Ukończyła studia w Wiedniu, gdzie jej nauczycielami byli Friedel Sindel, Paola Novikova, Anna Bahr-Mildenburg i Alfred Jerger. Następnie studiowała w Mediolanie u Toti dal Monte. Na scenie zadebiutowała w 1943 roku w Wiedniu rolą Rozyny w Cyruliku sewilskim Gioacchino Rossiniego. Od 1945 roku związana była z Operą Wiedeńską. W 1948 roku debiutowała na festiwalu w Salzburgu, a w 1951 roku rolą Gildy w Rigoletcie Giuseppe Verdiego w Covent Garden Theatre w Londynie. Jej popisową rolą była Królowa Nocy w Czarodziejskim flecie W.A. Mozarta, w której debiutowała na deskach mediolańskiej La Scali (1950) i Opery Paryskiej (1953). Od 1951 roku występowała na festiwalu w Bayreuth. Jako Konstancja w Uprowadzeniu z Seraju wystąpiła na festiwalu operowym w Glyndebourne (1957). W 1962 roku debiutowała w Stanach Zjednoczonych, wykonując rolę Nannetty w Falstaffie Verdiego w San Francisco Opera. Od 1982 roku uczyła śpiewu w Mozarteum w Salzburgu.
Występowała zarówno jako sopran liryczny, jak i koloraturowy. Otrzymała tytuł Kammersängerin. Dokonała licznych nagrań płytowych dla wytwórni Deutsche Grammophon, Decca Records, Ariola Records, Philips Records.